# Исток-запад
Исток-запад (фр. Est-Ouest; рус. Восток-Запад) је француско-украјинско-руско-шпанско-бугарски филм снимљен 1999. године, а режирао га је Режи Варније. Филм говори о жртвама Стаљиновог режима.
У центру приче су руски емигрант и његова супруга Францускиња који се враћају у Совјетски Савез крајем 40-их година XX века и суочавају се са реалношћу комунистичког режима. Главне улоге играју Катрин Денев, Олег Мењшиков и Сандрин Бонер.

## Радња
У јуну 1946. године Стаљин нуди амнестију свим руским емигрантима широм Европе са циљем послератне обнове земље. Као и многи други грађани који живе у Француској, Алексеј Головин, лекар, одлучује да се врати у отаџбину заједно са својом супругом Францускињом, Мари, и њиховим сином, Сергејем. На путу за Одесу, пар је окружен људима који су, као и доктор Головин, поверовали Стаљиновим обећањима и жељно и пуни наде хрле ка новом животу. Али по доласку у Одесу, у Украјини, већина његових сапутника бива ухапшена и послата у логор. Алексеј је поштеђен јер је користан као добар лекар и добија посао у Кијеву. Али док се Алексеј изгледа прилагођава новом животу у СССР, Мари се стално бори да се врати у Француску.

## Награде и номинације

### Номинације
- 1999 Златни глобус за најбољи страни филм
- 1999 Награда Цезар за
  - најбољи филм
  - најбољу глумицу: Сандрин Бонер
  - најбољу режију: Режи Варније
  - најбољу музику: Патрик Дојл
- 1999 Оскар за најбољи страни филм

## Линкови
Исток-запад на веб-сајту  (језик: енглески) 